# Clint Dempsey
Clinton Drew "Clint" Demspey (Nacogdoches, 1983. március 9. –) amerikai válogatott labdarúgó.

## Pályafutása

### Kezdetek
Dempsey a texasi Nacogdochesben született, egy Dallas és Houston között található kisvárosban. Itt már gyerekkorában megismerkedett az országban soccernek nevezett labdarúgással, a mexikói bevándorlók által. Első klubja az USA egyik legismertebb ifjúsági csapata, a Dallas Texans lett. Később egy időre abba kellett hagynia a játékot, legidősebb testvére, Jennifer teniszkarrierje miatt. A két gyerek sportolását nem tudta finanszírozni a család, azonban Dempsey csapattársainak szülei közül többen felajánlották segítségüket a családnak, így Clint végül folytathatta karrierjét.
Idősebb korában a Furman University csapatában szerepelt, az ott lejátszott 62 mérkőzéséből 61-re kezdőként nevezték, ezeken 17 gólt szerzett.

### New England Revolution
Dempseyt 2004-ben nyolcadikként draftolta a New England Revolution csapata. Első szezonjába, támadó középpályásként, annak ellenére szerzett hét gólt, hogy a szezon elején több meccset kihagyni kényszerült. A szezon során kihagyott egy, a mérkőzés végeredményéről döntő tizenegyest a DC United ellen, így az MLS-kupában búcsúzni kényszerültek.
2005-ben még jobban teljesített, ugyanis tíz gólt szerzett, emellett adott kilenc gólpasszt is. Tíz góljából öt győzelmet ért a Revolutionnek. Részt vett az All-Star-mérkőzésen is, ahol gólpasszt adott későbbi csapata, a Fulham ellen.
Ezután több európai csapat kivetette rá hálóját. Először a Feyenoordnál járt próbajátékon, később az Charlton tett érte 1,5 millió fontos ajánlatot. Ezt az MLS visszautasította, emiatt Dempsey rendkívül csalódott volt, ugyanis úgy gondolta, mindenképp egy európai csapatba kell szerződnie ahhoz, hogy tovább fejlődhessen. Később kijelentette, hogy amint lejár a szerződése, távozik az MLS-ből.

## Statisztikái

### Válogatott góljai
| #  | Időpont              | Helyszín                    | Ellenfél           | Állás | Végeredmény | Esemény             |
| -- | -------------------- | --------------------------- | ------------------ | ----- | ----------- | ------------------- |
| 1  | 2005. május 28.      | Chicago                     | Anglia             | 1–2   | 1–2         | Barátságos mérkőzés |
| 2  | 2005. július 7.      | Seattle                     | Kuba               | 1–1   | 4–1         | CONCACAF-aranykupa  |
| 3  | 2006. február 10.    | San Francisco               | Japán              | 2–0   | 3–2         | Barátságos mérkőzés |
| 4  | 2006. március 1.     | Kaiserslautern, Németország | Lengyelország      | 1–0   | 1–0         | Barátságos mérkőzés |
| 5  | 2006. május 26.      | Cleveland                   | Venezuela          | 2–0   | 2–0         | Barátságos mérkőzés |
| 6  | 2006. június 22.     | Nürnberg, Németország       | Ghána              | 1–1   | 1–2         | Világbajnokság      |
| 7  | 2007. június 2.      | San José                    | Kína               | 3–1   | 4–1         | Barátságos mérkőzés |
| 8  | 2007. június 7.      | Carson                      | Guatemala          | 1–0   | 1–0         | CONCACAF-aranykupa  |
| 9  | 2007. szeptember 8.  | Chicago                     | Brazília           | 2–2   | 2–4         | Barátságos mérkőzés |
| 10 | 2008. június 15.     | Carson                      | Barbados           | 1–0   | 8–0         | Vb-selejtező        |
| 11 | 2008. június 15.     | Carson                      | Barbados           | 5–0   | 8–0         | Vb-selejtező        |
| 12 | 2008. szeptember 6.  | Havanna, Kuba               | Kuba               | 1–0   | 1–0         | Vb-selejtező        |
| 13 | 2008. szeptember 10. | Bridgeview                  | Trinidad és Tobago | 2–0   | 3–0         | Vb-selejtező        |
| 14 | 2009. június 21.     | Rustenburg, Dél-Afrika      | Egyiptom           | 3–0   | 3–0         | Konföderációs Kupa  |
| 15 | 2009. június 24.     | Bloemfontein, Dél-Afrika    | Spanyolország      | 2–0   | 2–0         | Konföderációs Kupa  |
| 16 | 2009. június 28.     | Johannesburg, Dél-Afrika    | Brazília           | 1–0   | 2–3         | Konföderációs Kupa  |
| 17 | 2009. szeptember 5.  | Sandy                       | Salvador           | 1–1   | 2–1         | Vb-selejtező        |
| 18 | 2010. május 30.      | Philadelphia                | Törökország        | 2–0   | 2–0         | Barátságos mérkőzés |
| 19 | 2010. június 12.     | Rustenburg, Dél-Afrika      | Anglia             | 1–1   | 1–1         | Világbajnokság      |
| 20 | 2011. június 7.      | Detroit                     | Kanada             | 2–0   | 2–0         | CONCACAF-aranykupa  |
| 21 | 2011. június 19.     | Washington D.C.             | Jamaica            | 2–0   | 2–0         | CONCACAF-aranykupa  |
| 22 | 2011. június 22.     | Houston                     | Panama             | 1–0   | 1–0         | CONCACAF-aranykupa  |
| 23 | 2011. október 8.     | Miami                       | Honduras           | 1–0   | 1–0         | Barátságos mérkőzés |
| 24 | 2011. november 15.   | Ljubljana, Szlovénia        | Szlovénia          | 2–1   | 3–2         | Barátságos mérkőzés |
| 25 | 2012. február 29.    | Genova, Olaszország         | Olaszország        | 1–0   | 1–0         | Barátságos mérkőzés |
| 26 | 2012. június 8.      | Tampa                       | Antigua és Barbuda | 2–0   | 3–1         | Vb-selejtező        |
| 27 | 2012. június 12.     | Guatemalaváros, Guatemala   | Guatemala          | 1–0   | 2–3         | Vb-selejtező        |